# Karen Barad
Karen Barad, född 29 april 1956, är en amerikansk teoretisk fysiker och genusvetare. 
Barad har skrivit boken Meeting the Universe Halfway: Quantum Physics and the Entanglement of Matter and Meaning (2007). I boken integrerar Barad läsningar av Niels Bohrs teoretiska philosophy-physics, samt bland annat Judith Butlers performativitetsteori och försök på att göra en materialistisk konstruktionism i Bodies That Matter, och Donna Haraways posthumanism. Barad beskriver i boken sin idé Agential Realism och det samlande begreppet "ethico-onto-epistemological". Projektet innebär att det härskande metafysiska paradigmet (representationalism) ersätts av en position där verkligheten uppstår som fenomen, och inte ligger inne i sakerna själva. Kunskap, varande och etik är alla delar av samma materialistisk verklighet, där varje fenomen bildar vad Barad kallar en apparatur (apparatus). Agens flyttas från att vara något som går från en individ till en annan, till att vara något som uppstår i intra-aktionen mellan olika apparaturer. 
År 2016 utnämndes Barad till hedersdoktor vid Göteborgs universitet.